# Maki Murakami
Pour les articles homonymes, voir Murakami.
Maki Murakami (村上 真紀, Murakami Maki), née un 24 mai, est une mangaka japonaise, principalement connue pour être l'auteur de Gravitation. Elle est spécialisée dans le yaoi.
Maki Murakami débute dans le monde du manga en 1995, avec Narushito no Genki, prépublié dans Kimi to Boku. En 1996, et jusqu'en 2000, elle publie Gravitation, dont le succès lui vaudra une adaptation en anime. En 1999, elle crée Uzumaki Neko no Mitukekata, puis enchaîne avec Kimi no Unaji ni Kanpai (2001) et Gamerz Heaven (2003 - 2004). Elle a également publié de nombreux dôjinshi en rapport avec Gravitation. 